# Морган, Кэсс
Кэсс Морган (англ. Kass Morgan род. 21 июля 1984 года) — американская писательница, а также редактор. Получила свою известность благодаря серии постапокалиптических романов «Сотня», по которым был снят телесериал с одноименным названием «100» производства CW.

## Биография
Кэсс Морган родилась 21 июля 1984 года в Нью-Йорке в семье Сэма Генри Кэсса и Марсии Блум. Морган была не единственным ребенком в семье, у нее был брат — Пети Кэсс. С самого детства она любила читать книги, а интерес к жанру научной фантастики появился, когда Морган училась в 6 классе. На одном из уроков она была полностью поражена рассказом своего одноклассника о прочитанной им книге Орсона Скотта «Игра Эндера». После занятия она побежала в библиотеку и впервые посетила секцию научной фантастики. Говоря о себе в те годы, Морган упрекнула себя:
«Как она могла раньше жить без этого невероятного, фантастического мира, наполненного космическими кораблями и инопланетными существами? Ведь это так увлекательно — представлять, что ждет Землю в будущем, придумывать разные сценарии развития».
Даже после окончания школы Кэсс сохранила любовь к этому жанру литературы. После колледжа Морган поступила в университет Брауна, где изучала английский язык и историю. Позднее она получила степень магистра в Оксфорде по литературе 19-го века.
Сейчас Кэсс Морган живет в Нью-Йорке.

## Творчество
Цель реализовать себя как писателя совпала с задачами креативной компании «Alloy Entertainment», которая занимается тем, что генерирует увлекательные идеи для книг и ищет писателей с воображением, желающих работать в команде. Так проекты, которые становятся бестселлерами, впоследствии экранизируются в виде фильмов и сериалов. Например, были экранизированы «Дневники Вампира» и «Сплетница». Писательница подчеркнула вклад компании в реализацию ее серии книг:
«Alloy подкинула идею о сотне детей, которые спускаются с космической станции, чтобы вновь колонизировать Землю. Мне понравилось это, и я получила полную свободу в продумывании персонажей и мира `Сотни`».
Творческой команде во главе с Кэсс удалось создать многогранный сюжет, в котором сплелись приключения, погони, катастрофы, батальные сцены, мелодраматическая составляющая и еще ряд трендовых литературных компонентов. Надо сказать, что еще в разгар работы над первым романом серии «Сотня» им заинтересовалась кинокомпания CW, был заказан пилот и началась работа над съемками. Морган беспокоило то, что из-за популярности ТВ, книгу могут назвать романизацией сериала. Но телепроект вышел на экраны после публикации первой книги «Сотня».
Сегодня и романы серии «Сотня», и одноименный телепроект имеют своих верных поклонников. И если зрители с нетерпением ждут выхода новых сезонов сериала, то книгочеи в ожидании очередных романов серии.

#### Серия книг «Сотня»
«Сотня» (3 сентября 2013 года);
«100: День 21» (25 сентября 2014 года);
«100: Возвращение домой» (26 февраля 2015 года);
«100: Восстание» (6 декабря 2016 года).

#### Серия книг «Световые годы»
«Световые годы» (2018 год);
«Сверхновая звезда» (2019 год).